# 施泰滕 (博登湖县)
施泰滕（德語：Stetten，發音：[ˈʃtɛtn̩] ⓘ）是德国巴登-符腾堡州蒂宾根行政区博登湖县的市镇，面积4.3平方千米，2023年12月31日人口为1,049人。